# Горлицький повіт
Горлицький повіт (пол. powiat gorlicki) — один з 19 земських повітів Малопольського воєводства Польщі. Утворений 1 січня 1999 року в результаті адміністративної реформи.

## Загальні дані
Повіт знаходиться у східній частині воєводства. Адміністративний центр — місто Горлиці. Станом на 1.01.2008 населення становить 106 591 осіб, площа 966,46 км².
Із заходу межує з Новосондецьким повітом, з півночі — з Тарновським повітом Малопольського воєводства, зі сходу — з Ясельським повітом Підкарпатського воєводства, з півдня — зі Словаччиною.

## Історія

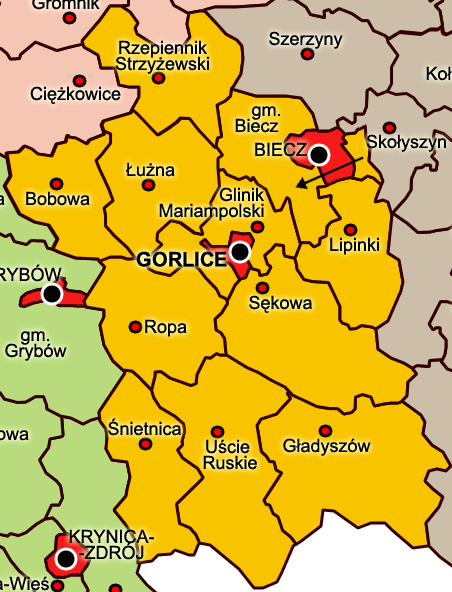
Горлицький повіт 1938

Повіт був створений 29 вересня 1855 р. (паралельно до наявного з 1850 р. судового повіту) у складі округу Пільзно.
За розпорядженням міністерства внутрішніх справ Австро-Угорщини 23 січня 1867 року під час адміністративної реформи місцевого самоврядування збільшені повіти, зокрема до попереднього Горлицького повіту (з 55 самоврядних громад-гмін) приєднані повіт Біч (з 30 гмін) і частини повітів Дукля (з 9 гмін), Цєнжковиці (2 гміни) та Змигород (1 гміна).: Однак у повіті існували й надалі два окремі судові райони (повіти) — Горлиці й Біч.
У 1880 р. населення повіту становило 67 214 осіб, повіт включав 1 місто (Біч), 3 містечка (Горлиці, Ропенник Біскупський і Устя Руське), 83 сільські гміни та 40 управлінь фільварків. У повіті налічувалось 35 парафій, з них 13 римо-католицьких і 22 греко-католицькі. Після побудови залізниць через дешевизну імпортних бавовняних виробів збанкрутувало місцеве виробництво полотна, зате бурхливо розвивався видобуток нафти та її переробка.
В 1900 році населення становило 83 069 осіб. За переписом 1910 р. населення становило 82 203 особи, було 90 гмін (самоврядних громад) і 75 фільварків; площа повіту становила 916 км².
У 1920 р. повіт був включений до новоутвореного Краківського воєводства.
1 серпня 1934 року виконано об'єднання ґмін (ця адміністративна одиниця до того часу обмежувалася селом чи містом із присілками і хуторами) у великі сільські ґміни (рівнозначні волості): Беч, Жепєннік Стшижевскі, Бобова, Лужна, Ґлінік Мар'ямпольскі, Ліпінкі, Ропа, Сенкова, Ґладишув, Устя-Горлицьке, Снєтніца.
Південна половина повіту (територія гмін Горлиці, Ліпінкі, Ропа, Сенкова, Ґладишув, Устя-Горлицьке, Снєтніца) належить до Лемківщини — в 1939 році тут проживало 27670 лемків, які становили 90 % населення на півдні повіту і належали до Горлицького деканату, північна частина ж на той час була вже спольщена і латинізована, через що в 1930 р. припинив існування Бецький деканат Перемиської єпархії.
9 вересня 1944 року в Любліні за вказівкою верховної радянської влади було укладено угоду між Польським комітет національного визволення та урядом УРСР, що передбачала польсько-український обмін населенням. З 15 жовтня 1944 по серпень 1946 року в Україну з Горлицького повіту було депортовано 15 058 осіб (з 17 316 взятих на облік до виселення).
У квітні-травні 1947 року під час операції «Вісла» польська армія виселила з Горлицького повіту на приєднані до Польщі північно-західні терени 11 329 українців. Залишилося 1118 невиселених українців, які також підлягали виселенню.

## Адміністративний поділ
Гміна міська: Горлиці.
Гміни місько-сільські: Беч, Бобова.
Гміни сільські: Горлиці, Ліпінкі, Мощениця, Ропа, Сенкова, Устя-Горлицьке.

## Демографія
Демографічні дані повіту станом на 30.06.2005:
|       | Всього  | Всього | Жінки  | Жінки | Чоловіки | Чоловіки |
| ----- | ------- | ------ | ------ | ----- | -------- | -------- |
|       | осіб    | %      | осіб   | %     | осіб     | %        |
| Повіт | 106 629 | 100    | 54 089 | 50,7  | 52 540   | 49,3     |
| Міста | 33 288  | 100    | 17 327 | 52,1  | 15 961   | 47,9     |
| Села  | 73 341  | 100    | 36 762 | 50,1  | 36 579   | 49,9     |